# Museo di Palazzo Venezia

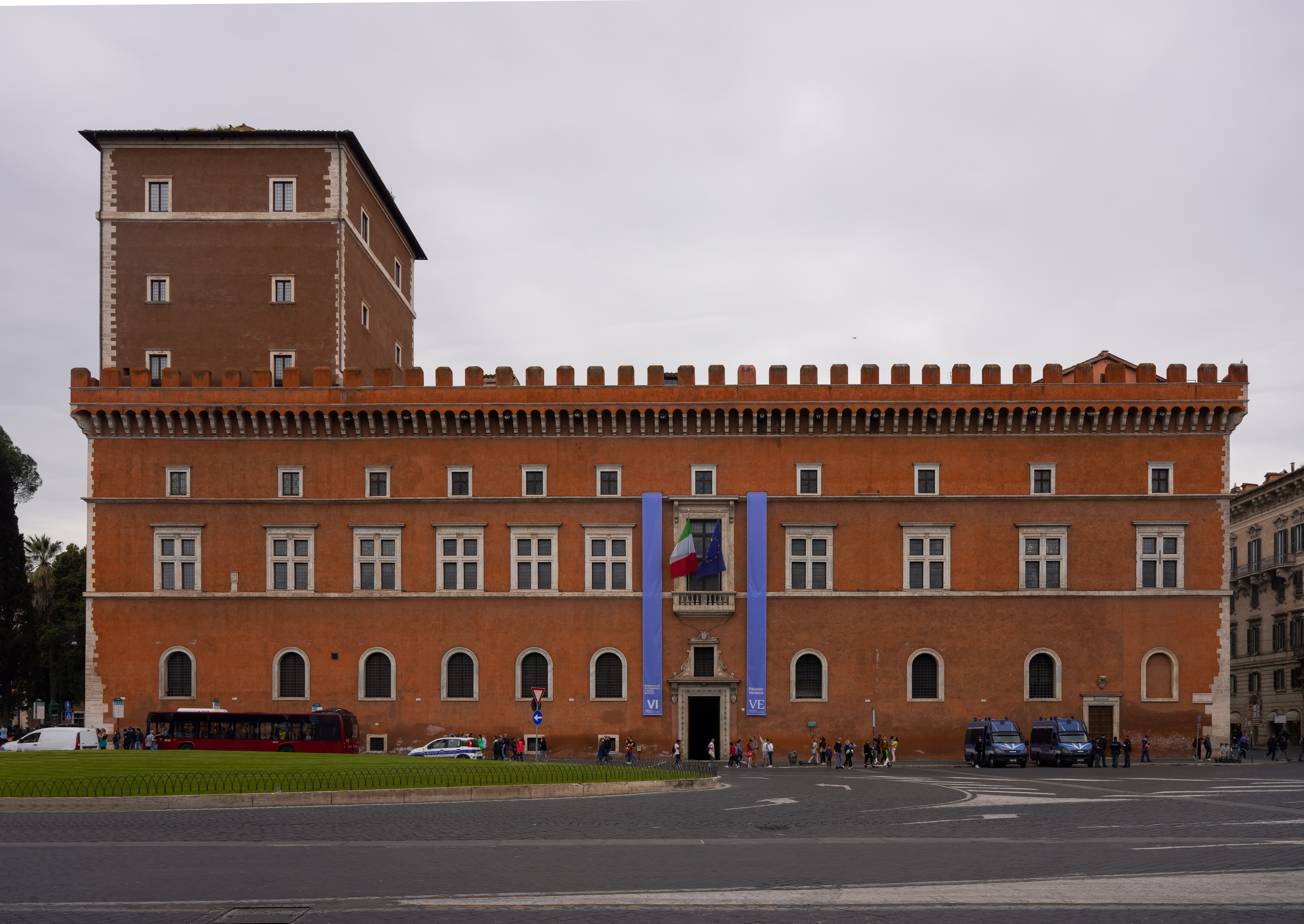
Palazzo Venezia (2022)

Das Museo di Palazzo Venezia befindet sich an der Piazza Venezia in Rom.
Es liegt in der Via del Plebiscito 118 in den Barbo-Gemächern des Palazzo Venezia.
Neben einigen Räumen mit ihrer originalen Ausstattung beherbergt das Museum eine Sammlung bedeutender Gemälde aus dem 14. bis 15. Jahrhundert, Gobelins, Keramiken, Majolika japanisches und chinesisches Porzellan, und Waffen. Die Eröffnung erfolgte 1921.
In der Sala del Mappamondo sowie der Sala Regia findet sich illusionistische Architekturmalerei von Mantegna und Bramante. Dort befinden sich außerdem kostbare flämische, deutsche und italienische Gobelins aus dem 15. und 16. Jahrhundert. Das Museum beherbergt auch eine umfangreiche Waffensammlung aus der Zeit zwischen dem 9. und 17. Jahrhundert, zu der sowohl Wikingerschwerter als auch Feuerwaffen gehören. In der Sala delle Battaglie sind Helme und komplette Rüstungen zu sehen. Die Silbersammlung enthält unter anderem das Kreuz der Orsini und das Triptychon von Alba Fucens.
Gelegentlich finden Sonderausstellungen statt.